# 이상로 (시인)
이상로(李相魯, 1916년 10월 8일~1973년 8월 2일)는 대한민국의 시인 겸 수필가이며, 대학 교수 겸 교육인이었었다. 한국신학대학교 객원교수를 지냈다.
경기도 부천(富川)에서 출생하였으며, 지난날 한때 충청남도 연기(燕岐)를 거쳐 경상북도 경주(慶州)에서 잠시 유아기를 보낸 적이 있는 그의 본은 전의(全義)이며, 만년에는 잠시 한국신학대학교 객원교수를 지낸 전력이 있었다.

## 발자취

### 주요 경력
- 한국신학대학교 객원교수

### 이력
- 1929년 경기김포보통학교 졸업.
- 1930년 경성중앙고등보통학교 2학년 1학기 전퇴.
- 1930년 일본 도쿄 유학.
- 1931년 일본 도쿄 메이지 나카노 중학교 2학년 2학기 수료 및 전퇴.
- 1931년 귀국 및 충남 대전고보 3학년 1학기 전입학.
- 1935년 충청남도 대전고등보통학교 졸업 후 재차 일본 도쿄 유학.
- 1936년 일본 도쿄 메이지 대학교 영어영문학과 입학.
- 1936년 일본 도쿄 메이지 대학교 영어영문학과 1학년 1학기 전퇴(1936년 9월).
- 1937년 일본 도쿄 메이지 가쿠인 대학교 영어영문학과 2학년 중퇴(1937년 9월).
- 1937년 재차 귀국(1937년 11월).
- 1938년 수필가 첫 등단.
- 1946년 시인 등단.
- 1947년 〈민중일보(民衆日報)〉에 입사.
- 1951년 민중일보 학예부 차장.
- 1953년 첫 시집 《귀로(歸路)》를 발표.
- 1954년 서울신문 이적.
- 1954년 서울신문 학예부 차장(1954년 3월).
- 1956년 동아일보사 이적(동아일보 영전).
- 1956년 동아일보사 학예부 부장(1956년 6월).
- 1957년 동아일보사 퇴사(1957년 12월).
- 1959년 중앙대학교 국어국문학과 객원교수(1959년 2월).
- 1960년 동국대학교 국어국문학과 겸임교수(1960년 8월).
- 1964년 동국대학교 국어국문학과 겸임교수 직위 퇴임(1964년 2월).
- 1966년 중앙대학교 국어국문학과 객원교수 직위 퇴임(1966년 8월).
- 1968년 한국신학대학교 객원교수(1968년 2월).
- 1970년 신민당 당무위원(1970년 9월).
- 1971년 신민당 탈당(1971년 2월).
- 1972년 한국신학대학교 객원교수 직위 퇴임(1972년 8월).

## 주요 작품

### 시집
- 1953년 《귀로(歸路)》
- 1957년 《불온서정(不穩抒情)》
- 1961년 《세월 속에서》
- 1970년 《이상로전시집(李相魯全詩集)》

### 수필
- 1957년 《옥석혼화(玉石混和)》
- 1960년 《어느 나비가 주는 기억만치도》

## 트리비아
참고로 생전에 이상로(李相魯) 교수 그는, 자신의 이름의 두음법칙 미사용 편의에 따라서는, 상대방 지인들이 손수 써 보내 주어 받은 편지로써, 받는 사람 이름으로 이상노·리상로·리상노 등으로 지칭되고 표기되어 불리기도 하였고, 때때로는 자신의 아호(雅號)가 담겨진, 역시 성씨의 두음법칙 미사용 이름인 리소향(李素鄕)이라는 별칭으로 불리기도 하였다.